# Francesco Maria Franco
Francesco Maria Franco (San Damiano d'Asti, 27 luglio 1877 – San Damiano d'Asti, 7 febbraio 1968) è stato un vescovo cattolico italiano.

## Biografia
Nato da una famiglia numerosa (undici fratelli) e benestante, Francesco Maria Giuseppe Franco compì gli studi nel seminario vescovile di Asti, dove fu ordinato sacerdote il 29 giugno 1900. Subito destinato alla parrocchia di Agliano Terme, ne fu poi nominato parroco (1905) e vi costruì l'asilo infantile e gli oratori maschile e femminile. Apprezzato predicatore, si occupò anche della stampa cattolica e in particolare del neonato settimanale diocesano Gazzetta d'Asti. Il 10 marzo 1919 venne nominato vescovo di Ozieri e consacrato il successivo 1º maggio.
Nel Logudoro si distinse per l'intensa attività dedicata soprattutto all'organizzazione dell'Azione Cattolica e allo sviluppo e crescita del seminario diocesano. Uomo di estremo rigore morale, improntò il proprio magistero al recupero dei valori etici tradizionali combattendo rilassatezza dei costumi e comportamenti non allineati; esempio tipico furono i dissapori che ebbe con don Pietro Casu, parroco di Berchidda, di cui disapprovò l'attività di scrittore e romanziere, per altro accolta favorevolmente negli ambienti cattolici nazionali.
Né mutò atteggiamento quando venne trasferito, il 18 settembre 1933, alla guida della diocesi di Crema. La pastorale del vescovo Franco si concentrò ancora sulla moralizzazione dei costumi (austerità, disciplina, intransigenza per divertimenti, abbigliamento indecente e civetteria femminile) e, negli anni della dittatura fascista, dimostrò neutralità e scarso interesse per la politica. Nei momenti più critici (quelli della Repubblica Sociale Italiana, 1943-1945), optò per il silenzio rifugiandosi nell'ambito strettamente religioso ed etico-morale. Atteggiamento che tuttavia gli consentì di svolgere preziosa opera di mediazione fra repubblichini e partigiani nei giorni della Liberazione.
Come il suo predecessore Giacomo Montanelli, fu molto vicino al lavoro dei salesiani e dedicò particolare attenzione alla sistemazione amministrativa della diocesi creando le nuove parrocchie di Cascine Gandini, frazione di Palazzo Pignano (27 marzo 1936), di Castelnuovo (19 marzo 1943) e dei Sabbioni 10 agosto 1948, quartieri di Crema.
Dimessosi il 10 luglio 1950, venne nominato vescovo titolare di Ilio. Si spense nel paese natale, San Damiano d'Asti, il 17 febbraio 1968.

## Genealogia episcopale
La genealogia episcopale è:
- Cardinale Scipione Rebiba
- Cardinale Giulio Antonio Santori
- Cardinale Girolamo Bernerio, O.P.
- Arcivescovo Galeazzo Sanvitale
- Cardinale Ludovico Ludovisi
- Cardinale Luigi Caetani
- Cardinale Ulderico Carpegna
- Cardinale Paluzzo Paluzzi Altieri degli Albertoni
- Papa Benedetto XIII
- Papa Benedetto XIV
- Cardinale Enrico Enriquez
- Arcivescovo Manuel Quintano Bonifaz
- Cardinale Buenaventura Córdoba Espinosa de la Cerda
- Cardinale Giuseppe Maria Doria Pamphilj
- Papa Pio VIII
- Papa Pio IX
- Cardinale Gustav Adolf von Hohenlohe-Schillingsfürst
- Arcivescovo Salvatore Magnasco
- Cardinale Gaetano Alimonda
- Cardinale Agostino Richelmy
- Vescovo Luigi Spandre
- Vescovo Francesco Maria Franco